# Pista pencillibranchiata
Pista pencillibranchiata är en ringmaskart som beskrevs av Saphronova 1984. Pista pencillibranchiata ingår i släktet Pista och familjen Terebellidae. Inga underarter finns listade i Catalogue of Life.